# Olesko
Olesko (ukrainisch Олесько; russisch Олеско, polnisch Olesko) ist eine Siedlung städtischen Typs in der Oblast Lwiw im Westen der Ukraine mit etwa 1500 Einwohnern. Sie liegt etwa 72 Kilometer östlich der Oblasthauptstadt Lwiw am Ufer der Liberka.

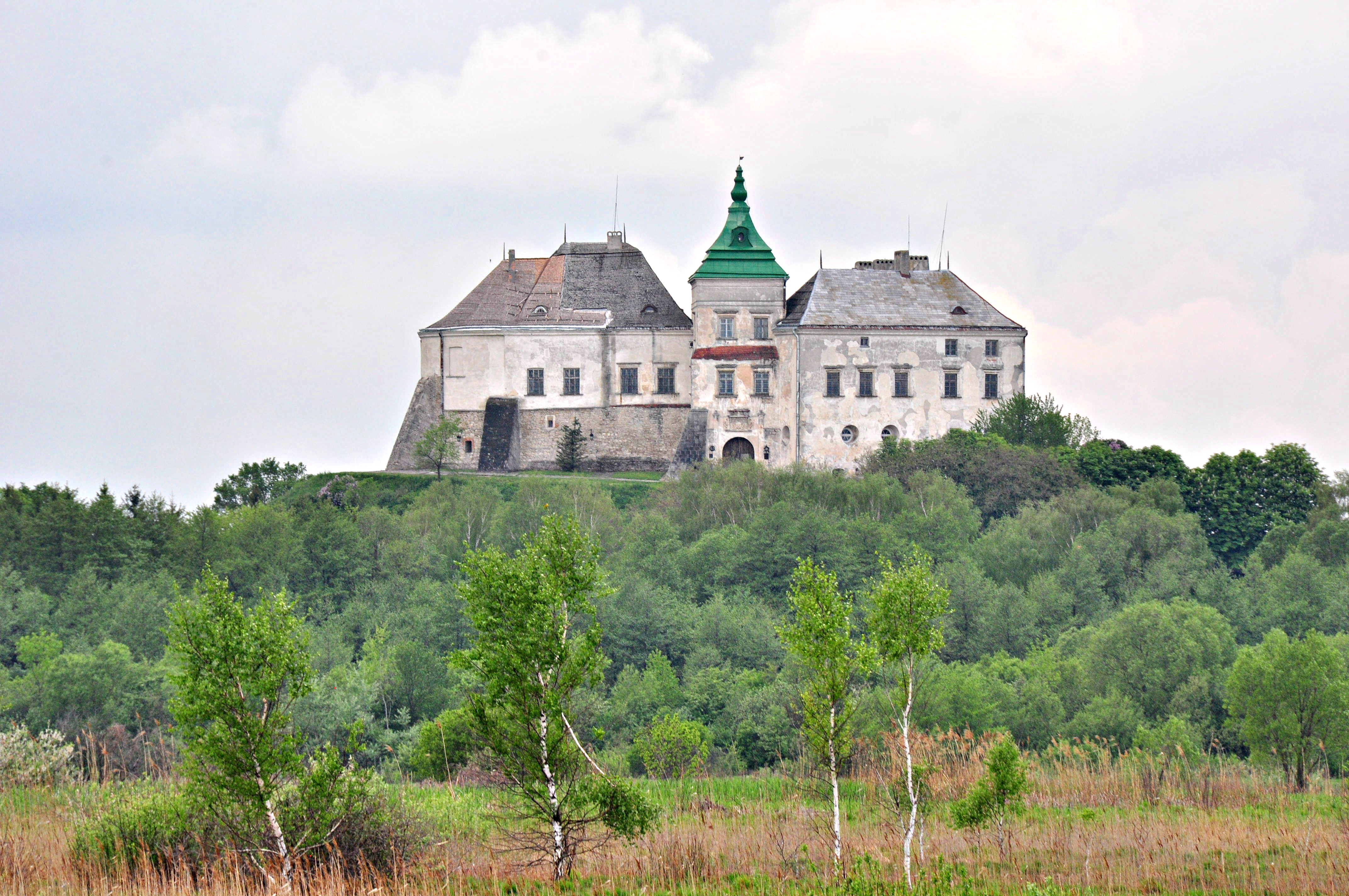
Schloss in Olesko

Am 12. Juni 2020 wurde die Siedlung städtischen Typs ein Teil der neu gegründeten Stadtgemeinde Busk im Rajon Solotschiw; bis dahin bildet sie zusammen mit den Dörfern Wolujky (Волуйки), Terebeschi (Теребежі) und Zykiw (Циків) die Siedlungsratsgemeinde Olesko (Олеська селищна рада/Oleska selyschtschna rada) im Rajon Busk.

## Geschichte
Der Ort wurde 1327 zum ersten Mal schriftlich erwähnt und gehörte zunächst zum Königreich Polen, er lag hier zuletzt in der Woiwodschaft Ruthenien. Im Schloss kam 1629 Johann III. Sobieski zur Welt. Nachdem er 1674 König von Polen geworden war, kaufte er es und ließ es restaurieren und umbauen. Ab 1687 hielt er zeitweise Hof in Olesko. Infolge der ersten Teilung Polens von 1772 wurde die Ortschaft als ein Teil von Galizien Österreich einverleibt und war von 1854 bis 1867 Sitz einer Bezirkshauptmannschaft, danach wurde hier ein Bezirksgericht des Bezirks Złoczów eingerichtet.
Der Erste Weltkrieg beendete die österreichische Herrschaft
und das Dorf wurde Teil der Westukrainischen Volksrepublik, fiel aber dann an  Polen (in die Woiwodschaft Tarnopol, Powiat Złoczów, Gmina Olesko). Während des Zweiten Weltkrieges wurden diese Gebiete zunächst von der Sowjetunion (17. September 1939 bis Juni 1941) besetzt. Unter sowjetischer Besatzung bekam der Ort 1940 den Status einer Siedlung städtischen Typs. Von Beginn des deutsch-sowjetischen Krieges an bis Mitte 1944 wurde Olesko von Deutschland besetzt.
Nach dem Ende des Krieges wurde der Ort der Sowjetunion zugeschlagen. Dort kam die Stadt zur Ukrainischen SSR und ist seit 1991 ein Teil der unabhängigen Ukraine.

## Sehenswürdigkeiten
- Burg Olesko, Renaissanceschloss auf einem älteren Bau aus dem 13. Jahrhundert
- ehemaliges Kloster
- Kirche aus dem 16. Jahrhundert
- Ruine der Synagoge aus der Mitte des 19. Jahrhunderts

## Persönlichkeiten
- Johann III. Sobieski (1629–1696), polnischer Aristokrat, Staatsmann, Großhetman, König von Polen und Großfürst von Litauen
- Wenzel Zaleski (1799–1849), polnischer Dichter, Schriftsteller, Folkloreforscher und Politiker
- Wladimir Jurinez (1891–1937), sowjetischer Philosoph
- Aleksander Kobzdej (1920–1972), polnischer Maler, Bühnenbildner und Architekt
- Joseph von Huppmann-Valbella (1814–1897), preußischer Tabakfabrikant